# Musée juif d'Emmendingen
Le musée juif d'Emmendingen dans le Bade-Wurtemberg, en Allemagne décrit l'histoire et la culture de la communauté juive de la ville. 
Le musée a été inauguré le 13 avril 1997, 
Il est situé dans une maison à colombages sur la place du Château dans le centre-ville à proximité immédiate de l'ancienne synagogue détruite en 1938. Au sous-sol du musée, on peut visiter un mikvé (un bain rituel) du XIXe siècle, restauré et monument classé. Au rez-de-chaussée, une exposition décrit l'histoire de la communauté juive à Emmendingen entre 1716 et 1940. 
Le sort des Juifs d'Emmendingen sous le régime nazi y est clairement documenté. En outre, le musée expose des objets concernant la vie religieuse et quotidienne juive. Les fêtes juives au cours de l'année sont expliqués en détail. À l'étage supérieur, une salle de lecture permet de consulter une bibliothèque et des vidéos sur le judaïsme et l'histoire juive.